# Summorum Pontificum (constitution apostolique)
Pour les articles homonymes, voir Summorum Pontificum.
Summorum Pontificum (Pontifes suprêmes) est le titre de la constitution apostolique par laquelle le pape Pie XI, le 25 juillet 1922, désigna saint Ignace de Loyola comme saint patron des exercices spirituels.

## Contenu
Dans la constitution apostolique, promulguée lors du 3e centenaire de la canonisation de saint Ignace de Loyola, le pape Pie XI souligne la contribution exceptionnelle que fit le saint par son petit livre de retraite spirituelle appelé ‘Exercices spirituels’ et sa méthode de prière et de recherche de la volonté de Dieu « qui aideraient le croyant à haïr le péché et à façonner sa vie sur le modèle de Jésus-Christ ». Pie XI fait référence à son prédécesseur Léon XIII qui avait qualifié la 'méthode ignacienne' de «grande valeur, d’entraînement ascétique et de voie à suivre pour la sainteté de la vie ».
Citant les exemples de saint François de Sales, saint Charles Borromée et d’autres religieux et religieuses qui ont tant profité de la pratique des Exercices spirituels (de 30 jours ou 8 jours) le pape souligne que l’apprentissage des règles et l’exercice des retraites doivent faire partie de la formation sacerdotale.
En conclusion, par cette constitution apostolique le pape nomme saint Ignace de Loyola, à l’occasion de la célébration du 3e centenaire de sa canonisation et au nom du Seigneur, comme le patron de toutes les retraites spirituelles dans l’Église catholique universelle. Et il ordonne aux instituts de vie consacrée, aux sodalités et autres groupes similaires d’organiser des retraites selon les règles de Saint Ignace.